# Dana Nesměráková
Dana Nesměráková, rozená Bursová (* 6. listopadu 1981), je bývalá česká florbalistka, kapitánka reprezentace a čtyřnásobná mistryně Česka. V nejvyšších soutěžích Česka a Švýcarska hrála do roku 2008.

## Klubová kariéra
Nesměráková s vrcholovým florbalem začínala v týmu Crazy Girls FBC Liberec, se kterým v sezónách 2000/2001 až 2003/2004 získala čtyři mistrovské tituly v řadě a patřila k nejproduktivnějším hráčkám soutěže. V sezóně 2002/2003 byla neužitečnější hráčkou play-off a stanovila rekord v počtu asistencí, který překonala až v roce 2013 Anet Jarolímová.
V roce 2004 přestoupila do švýcarské NLA do klubu UHC Sense Tafers. Po jedné sezóně přestoupila do UHC Zuger Highlands ve stejné lize. V klubu také patřila k nejproduktivnějším hráčkám a v sezóně 2005/2006 pomohla týmu probojovat se do semifinále.
Na sezónu 2006/2007 se vrátila do Liberce, kde byla nejužitečnější hráčkou a pomohla týmu k vicemistrovskému titulu. Po sezóně se přesunula zpět do Zugu (s novým jménem Zug United). Ve Švýcarsku ale sezónu nedohrála a vrátila se znovu do Liberce, kterému v play-off pomohla k bronzu, poslední medaili týmu, a následně ukončila hráčskou kariéru.
V týmu působila i jako asistentka trenérů, nejdříve Zdeňka Chyby a v sezóně 2011/2012 Lenky Bartošové. Při té příležitosti nastoupila do zápasů několikrát i jako hráčka.

## Reprezentační kariéra
Nesměráková reprezentovala Česko na čtyřech mistrovstvích světa mezi lety 2001 a 2007. Na mistrovství v roce 2005 byla kapitánkou českého výběru.
| Umístění | Soutěž                                             |
| -------- | -------------------------------------------------- |
| 5.       | Mistrovství světa ve florbale žen 2001             |
| 7.       | Mistrovství světa ve florbale žen 2003             |
| 7.       | Mistrovství světa ve florbale žen 2005 (kapitánka) |
| 5.       | Mistrovství světa ve florbale žen 2007             |

## Ocenění
Nesměráková byla zařazena do Síně slávy klubu FBC Liberec.